# Nitsana Darshan-Leitner
Nitsana Darshan-Leitner (en hebreo: ניצנה דרשן-לייטנר‎) es una abogada israelí, activista de derechos humanos, y fundadora de la ONG Shurat HaDin Israeli Law Center. Es conocida por su dirección al frente de diferentes procesos legales en contra de financiación de actividades terroristas, la campaña de Boicot, Desinversiones y Sanciones (BDS) y combatiendo un número de tácticas de guerra jurídica contra el Estado de Israel. Actualmente la presidenta de la organización de derechos civiles Shurat HaDin, ha representado a centenares de víctimas de terrorismo en acciones judiciales en contra de organizaciones terroristas y sus partidarios. Darshan-Leitner ha recuperado con éxito más de doscientos millones de dólares de Estados Unidos en compensaciones legales para las víctimas que ha representado. En años recientes, Darshan-Leitner inició una campaña legal para privar a organizaciones terroristas de acceso a redes y medios de comunicación sociales como Facebook, Twitter, y YouTube, las cuales han utilizado para incitar a la violencia contra judíos y promover ataques terroristas. Entre sus esfuerzos en contra del antisemitismo y actividades antiisraelíes, Darshan-Leitner ha asistido a bloquear la Flotilla de Gaza, ha logrado detener esfuerzos para enjuiciar a soldados de las Fuerzas de Defensa de Israel por delitos de guerra, y ha archivado acciones legales en contra de quienes boicotean a académicos y compañías israelíes en contra de la ley.
Darshan-Leitner ha sido escogido como una de las 50 personas judías más influyentes del mundo por el diario Jerusalem Post, y ha sido nombrada por la edición israelí de la revista Forbes como una de las 50 mujeres israelíes más influyentes.

## Primeros años, educación y familia
Darshan-Leitner nació en Petah Tikva, Israel. Su familia emigró a Israel desde un pueblo pequeño a las afueras de Shiraz, en Irán, poco tiempo después de la independencia de Israel. Estudió Derecho en la Universidad Bar-Ilan y tiene un MBA de la Universidad de Mánchester.

## Carrera
En la década de 1990, Darshan-Leitner ayudó a litigar un caso representando a las víctimas del secuestro del crucero Achille Lauro de 1985. Durante su trabajo en este caso, se presentó frente a la Corte Suprema de Israel en un intento de impedir que a uno de los secuestradores, Mohammed Abbas, se le permitiera viajar a Israel.[cita requerida]
En 2003, Darshan-Leitner fundó Shurat HaDin – Israel Law Center en Tel Aviv.  Shurat HaDin Es una organización de derechos civiles que se dedica a presentar demandas judiciales y acciones legales a nombre de víctimas de terrorismo. Darshan-Leitner ha dicho que ha sido influida por las actividades del Southern Poverty Law Center, el cual llevó a la bancarrota a diversas ramas del KKK y otros grupos neo-nazis a través demandas en tribunales civiles.[cita requerida]
Según un cable de la embajada de EE. UU. de 2007 filtrado por WikiLeaks, Darshan-Leitner le explicó a un oficial de la embajada de los EE. UU. que Shurat HaDin ha recibido evidencia de y había tomado dirección "en cuáles casos actuar" del Mosad, la agencia de inteligencia nacional de Israel.
En 2012, Nitsana Darshan-Leitner, recibió el Premio Moskowitz de Sionismo por su lucha en contra del terrorismo en tribunales.

## Casos prominentes
Desde entonces 2003, Darshan-Leitner y un equipo de abogados ha trabajado con centenares de víctimas de terror en demandas y acciones judiciales contra Hamás, la Autoridad Nacional Palestina, Irán, Siria, Yihad Islámica Palestina, y numerosas instituciones financieras.
Darshan-Leitner ha estado implicada en una amplia gama de acciones judiciales en Israel, y en el extranjero, representando a israelíes víctimas de terrorismo.
En 2012, Darshan-Leitner (Shurat HaDin) envió cartas de advertencia a World Vision Australia y AusAID, luego de que las dos organizaciones de ayuda habían sido acusadas de financiar el sindicato palestino Comité Unido de Trabajadores Agrícolas (UAWC), el cual Darshan-Leitner dijo que era un instrumento al servicio del Frente Popular para la Liberación de Palestina (PFLP). Las actividades de UAWC y World Vision fueron restablecidas a principios de marzo de 2012, después de que una investigación de World Vision no encontrara ninguna evidencia de que el apoyo humanitario dado a UAWC era usado para financiar actividades terroristas. Darshan-Leitner rehusó el hallazgo y reclamó, de acuerdo con la Ley de Libertad de Información de Australia que AusAID y World Vision presentaran públicamente los detalles de la investigación. Hizo notar que USAID, la agencia que administra ayuda al extranjero otorgada por el gobierno de EE. UU., ha categorizado a UAWC como un afiliado del PFLP, basándose en un informe de 1993.
En mayo de 2008, Shurat HaDin fue una de las co-litigantes en la presentación de una demanda ante el Tribunal Federal de Manhattan contra el mega-banco suizo UBS AG, el cual fue acusado por los demandantes de financiar actividades terroristas.
En julio de 2008, Shurat HaDin, junto con el abogado canadiende Jeffrey Boro y el profesor Ed Morgan del International Law and Counter-Terrorism Project de la Universidad de Toronto, presentaron una demanda en nombre de las víctimas canadienses de Hizbolá. la demanda alega que desde 2004, el Lebanese-Canadian Bank (LCB), el cual era anteriormente la rama libanesa del Royal Bank of Canada, ha permitido que tanto Yousser Company for Finance and Investment como Martyrs Foundation, dos organizaciones libanesas reconocidas por los Estados Unidos como grupos terroristas, abran y mantengan cuentas en el banco.
El 14 de julio de 2008, Darshan-Leiter y el abogado Robert Tolchin de Nueva York presentaron una acción civil en nombre de víctimas de Hizbolá contra un banco estadounidense. La acción fue presentada en la Corte Suprema del Estado de Nueva York, representando a 85 víctimas y sus familiares; la demanda alega que el American Express (AMEX) Bank, Ltd. y el Lebanese-Canadian Bank (LCB) han transferido de manera ilegal millones de dólares a beneficio de Hizbolá entre 2004 y 2006.
En febrero de 2011, Darshan-Leitner y David Schoen presentaron una demanda de 5 millones de US$ contra el expresidente de EE. UU. Jimmy Carter, alegando que su libro, Palestine: Peace not Apartheid, "intencionadamente engaña y falsifica acontecimientos históricos reales", en contra de la ley del Estado de Nueva York contra prácticas empresariales engañosas. En mayo de 2011, tres meses después de haber presentado la semana, fue retirada por los demandantes.
En junio de 2014, Darshan-Leitner presentó una orden judicial en el Tribunal de Distrito de los Estados Unidos en Washington D. C., pidiendo el embargo de los dominios de internet que pertenecen a la República Islámica de Irán para compensar a las víctimas de terrorismo patrocinado por el gobierno iraní.  Se planeaba la adjudicación de este embargo a los demandantes de un caso de 2003, el cual ganaron, sin haber podido recibir su compensación. Esta demanda presentada en contra de ICANN, se basa en que ICANN es una organización registrada en Estados Unidos. El debate sobre si ICANN tendría que estar bajo la jurisdicción de los EE. UU. ha estado en discusión por algún tiempo, y no ha sido resuelto.
En septiembre de 2014, Shurat HaDin presentó una demanda por delitos de guerra en contra del dirigente de Hamás Khaled Mashaal, ante la Corte Penal Internacional por ejecuciones extrajudiciales de palestinos durante el Conflicto entre la Franja de Gaza e Israel de 2014.
Darshan-Leitner fue co-demandante en el proceso de 2015 en contra de la OLP y la Autoridad Nacional Palestina, el cual encontró que ambas organizaciones eran  responsables de los daños y las muertes de ciudadanos estadounidenses causadas por seis ataques terroristas en Israel entre 2001 y 2004. El jurado otorgó compensaciones a los sobrevivientes y familiares de las víctimas por un total de 655,5 millones de US$. Aun así, el 31 de agosto de 2016, el Tribunal de Apelaciones del Segundo Circuito de EE. UU. en Manhattan rechazó la demanda basado en que los tribunales federales carecen de jurisdicción en el extranjero sobre casos civiles. El caso fue finalmente devuelto al tribunal para su rechazo.
En septiembre de 2020, y luego de recibir presión por parte de organizaciones de cabildeo israelíes y judías, incluyendo Shurat HaDin, Zoom Video Communications, propietaria de la aplicación de teleconferencias Zoom, canceló un webinar que se iba a ogranizar en la Universidad Estatal de San Francisco presentando a Leila Khaled, miembro del Frente Popular para la Liberación de Palestina, quién participó en dos secuestros de avión en 1969 y 1970.
En septiembre de 2021, El Tribunal de Distrito de Jerusalén dictaminó que Hamás debía pagar 38 millones de nuevos shéquels israelíes (11,8 millones de US$) a las familias de Naftali Fraenkel, Eyal Yifrach, y Gilad Shaar, tres adolescentes que fueron secuestrados y asesinados en Cisjordania en 2014. Las familias fueron representadas en el juicio por Shurat HaDin.

## Campañas públicas
El 1 de mayo de 2008, Darshan-Leitner lanzó una campaña pública junto con la refusenik Ida Nudel para salvar la vida de un agente de policía palestino acusado de haber colaborado con los servicios de inteligencia israelíes para cazar a terroristas fugitivos. El policía, Imad Sa'el  había sido sentenciado a muerte por un militar tribunal palestino en Hebrón. Sa'ad, alegan los demandantes palestinos, proporcionó a las Fuerzas de Defensa del Israel con el paradero de cuatro sospechosos de fabricar bombas que la Autoridad Nacional Palestina rechazaba entregar encima a los israelíes.
Darshan-Leitner ha argumentado que el Monte del Templo está siendo dañado por los trabajos llevados a cabo por el Waqf de Jerusalén y ha organizado una campaña para animar al gobierno israelí a que presente cargos en contra del Waqf. "El Monte de Templo", uno de los sitios más santos en el mundo musulmán, donde se encuentra la mezquita de Al-Aqsa  "es propiedad del pueblo judío y lo ha sido por miles de años", ha declarado Darshan-Leitner. Darshan-Leitner llevó el caso a juicio y perdió. La Corte Suprema de Israel rechazó los cargos.
En diciembre de 2020, presentó el libro Harpoon: Inside the Covert War Against Terrorism's Money Masters, escrito conjuntamente con Samuel M. Katz, detallando las luchas legales contra las organizaciones terroristas.

## Obras
- Harpoon: Inside the Covert War Against Terrorism's Money Masters. Hachette, 2020. ISBN 9780316399012